# Calcio ai Giochi della XXXIII Olimpiade - Torneo femminile
Il torneo femminile di calcio ai Giochi della XXXIII Olimpiade si è svolto dal 25 luglio al 10 agosto 2024 ed è stato ospitato da sette stadi.

## Formula
Le dodici squadre partecipanti sono state suddivise in tre gironi all'italiana (chiamati "gruppi" e indicati con le lettere A, B e C) composti da quattro squadre cadauno e nei quali ciascuna di esse ha affrontato una sola volta tutte le altre. Le prime due squadre classificate di ogni gruppo e le migliori due tra le terze classificate hanno avuto accesso alla fase a eliminazione diretta.

## Squadre partecipanti
| Torneo di qualificazione           | Date                   | Luogo           | Posti | Qualificate   |
| ---------------------------------- | ---------------------- | --------------- | ----- | ------------- |
| Paese ospitante                    | -                      | -               | 1     | Francia       |
| CONCACAF Women's Championship 2022 | 4 - 18 luglio 2022     | Messico         | 1     | Stati Uniti   |
| Copa América Femenina 2022         | 8 - 30 luglio 2022     | Colombia        | 2     | Brasile       |
| Copa América Femenina 2022         | 8 - 30 luglio 2022     | Colombia        | 2     | Colombia      |
| CONCACAF play-off                  | 22 - 26 settembre 2023 | Canada Giamaica | 1     | Canada        |
| Torneo preolimpico OFC             | 7 - 19 febbraio 2024   | Samoa           | 1     | Nuova Zelanda |
| UEFA Women's Nations League        | 23 - 28 febbraio 2024  | Varie           | 2     | Spagna        |
| UEFA Women's Nations League        | 23 - 28 febbraio 2024  | Varie           | 2     | Germania      |
| Torneo preolimpico AFC             | 24 - 28 febbraio 2024  | Varie           | 2     | Australia     |
| Torneo preolimpico AFC             | 24 - 28 febbraio 2024  | Varie           | 2     | Giappone      |
| Torneo preolimpico CAF             | 1 - 9 aprile 2024      | Varie           | 2     | Nigeria       |
| Torneo preolimpico CAF             | 1 - 9 aprile 2024      | Varie           | 2     | Zambia        |
| Totale                             |                        |                 | 12    |               |

## Sorteggio dei gruppi
Il sorteggio per la composizione dei gruppi si è tenuto il 20 marzo 2024 a Saint-Denis. Le dodici squadre sono state suddivise in quattro fasce in base alla classifica mondiale della FIFA aggiornata al 15 marzo 2024 e con la nazionale francese che è stata inserita d'ufficio nella prima di esse. Il sorteggio è stato fatto in modo che, all'esito finale, in nessun gruppo fosse presente più di una squadra per ciascuna confederazione. Al momento del sorteggio non erano note quali squadre avrebbero rappresentato la CAF al torneo olimpico.
| Fascia 1                   | Fascia 2                 | Fascia 3                   | Fascia 4                  |
| -------------------------- | ------------------------ | -------------------------- | ------------------------- |
| Francia Spagna Stati Uniti | Germania Giappone Canada | Brasile Australia Colombia | Nuova Zelanda CAF 1 CAF 2 |

## Regolamento
In caso di parità di punti tra due o più squadre di uno stesso gruppo, le posizioni in classifica erano determinate prendendo in considerazione, nell'ordine, i seguenti criteri:
1. migliore differenza reti;
2. maggiore numero di reti segnate;
3. maggiore numero di punti negli scontri diretti tra le squadre interessate;
4. migliore differenza reti negli scontri diretti tra le squadre interessate;
5. maggiore numero di reti segnate negli scontri diretti tra le squadre interessate;
6. classifica del fair play:
  1. cartellino giallo: -1 punto;
  2. cartellino rosso da doppia ammonizione: -3 punti;
  3. cartellino rosso diretto: -4 punti;
  4. cartellino giallo e cartellino rosso diretto: -5 punti;
7. sorteggio.

## Risultati

### Fase a gironi

#### Gruppo A

##### Classifica
| Pos. | Squadra       | Pt | G | V | N | P | GF | GS | DR |
| ---- | ------------- | -- | - | - | - | - | -- | -- | -- |
| 1.   | Francia       | 6  | 3 | 2 | 0 | 1 | 6  | 5  | +1 |
| 2.   | Canada (-6)   | 3  | 3 | 3 | 0 | 0 | 5  | 2  | +3 |
| 3.   | Colombia      | 3  | 3 | 1 | 0 | 2 | 4  | 4  | 0  |
| 4.   | Nuova Zelanda | 0  | 3 | 0 | 0 | 3 | 2  | 6  | -4 |

Il 27 luglio 2024 sono stati comminati sei punti di penalizzazione al Canada da parte del Comitato d'appello della FIFA, dopo che il 22 luglio un membro dello staff della nazionale canadese aveva usato un drone per osservare gli allenamenti della nazionale neozelandese. Oltre alla penalizzazione, la federazione canadese ha ricevuto una multa e l'allenatrice Bev Priestman e altri due componenti dello staff hanno subito una squalifica di un anno.

##### Incontri
| Arbitro: | Tess Olofsson |

|                         |           |           |
| Lacasse 45+4’ Viens 79’ | Marcatori | 13’ Barry |

| Arbitro: | Tori Penso |

|                         |           |                          |
| Katoto 6’, 42’ Dali 18’ | Marcatori | 54’ (rig.) Usme 64’ Paví |

| Arbitro: | Kim Yu-jeong |

|  |           |                         |
|  | Marcatori | 27’ Restrepo 72’ Santos |

| Arbitro: | Bouchra Karboubi |

|            |           |                           |
| Katoto 42’ | Marcatori | 58’ Fleming 90+12’ Gilles |

| Arbitro: | Edina Alves Batista |

|            |           |                 |
| Taylor 43’ | Marcatori | 22’, 49’ Katoto |

| Arbitro: | Rebecca Welch |

|  |           |            |
|  | Marcatori | 61’ Gilles |

#### Gruppo B

##### Classifica
| Pos. | Squadra     | Pt | G | V | N | P | GF | GS | DR |
| ---- | ----------- | -- | - | - | - | - | -- | -- | -- |
| 1.   | Stati Uniti | 9  | 3 | 3 | 0 | 0 | 9  | 2  | +7 |
| 2.   | Germania    | 6  | 3 | 2 | 0 | 1 | 8  | 5  | +3 |
| 3.   | Australia   | 3  | 3 | 1 | 0 | 2 | 7  | 10 | -3 |
| 4.   | Zambia      | 0  | 3 | 0 | 0 | 3 | 6  | 13 | -7 |

##### Incontri
| Arbitro: | Katia García |

|                                     |           |  |
| Hegering 24’ Schüller 64’ Brand 68’ | Marcatori |  |

| Arbitro: | Ramon Abatti |

|                             |           |  |
| Rodman 17’ Swanson 24’, 25’ | Marcatori |  |

| Arbitro: | Emikar Calderas |

|                                                                         |           |                                             |
| Kennedy 7’ Raso 35’ Musole 58’ (aut.) Catley 65’, 78’ (rig.) Heyman 90’ | Marcatori | 1’, 33’, 45+2’ B. Banda 21’, 56’ Kundananji |

| Arbitro: | Yael Falcón |

|                                         |           |           |
| Smith 11’, 44’ Swanson 26’ Williams 89’ | Marcatori | 22’ Gwinn |

| Arbitro: | François Letexier |

|               |           |                       |
| Kennedy 90+1’ | Marcatori | 43’ Rodman 77’ Albert |

| Arbitro: | Yoshimi Yamashita |

|           |           |                                       |
| Banda 49’ | Marcatori | 10’, 61’ Schüller 47’ Bühl 90+7’ Senß |

#### Gruppo C

##### Classifica
| Pos. | Squadra  | Pt | G | V | N | P | GF | GS | DR |
| ---- | -------- | -- | - | - | - | - | -- | -- | -- |
| 1.   | Spagna   | 9  | 3 | 3 | 0 | 0 | 5  | 1  | +4 |
| 2.   | Giappone | 6  | 3 | 2 | 0 | 1 | 6  | 4  | +2 |
| 3.   | Brasile  | 3  | 3 | 1 | 0 | 2 | 2  | 4  | -2 |
| 4.   | Nigeria  | 0  | 3 | 0 | 0 | 3 | 1  | 5  | -4 |

##### Incontri
| Arbitro: | Bouchra Karboubi |

|                           |           |            |
| Bonmatí 22’ Caldentey 74’ | Marcatori | 13’ Fujino |

| Arbitro: | Kim Yu-jeong |

|  |           |                |
|  | Marcatori | 37’ Gabi Nunes |

| Arbitro: | Rebecca Welch |

|               |           |                                     |
| Jheniffer 56’ | Marcatori | 90+2’ (rig.) Kumagai 90+6’ Tanikawa |

| Arbitro: | Tori Penso |

|              |           |  |
| Putellas 85’ | Marcatori |  |

| Arbitro: | Espen Eskås |

|  |           |                                  |
|  | Marcatori | 68’ del Castillo 90+17’ Putellas |

| Arbitro: | Emikar Calderas |

|                                      |           |              |
| Hamano 22’ Tanaka 32’ Kitagawa 45+5’ | Marcatori | 42’ Echegini |

#### Raffronto tra le terze classificate
| Pos | Gir | Squadra   | Pt | G | V | N | P | GF | GS | DR |
| --- | --- | --------- | -- | - | - | - | - | -- | -- | -- |
| 1.  | A   | Colombia  | 3  | 3 | 1 | 0 | 2 | 4  | 4  | 0  |
| 2.  | C   | Brasile   | 3  | 3 | 1 | 0 | 2 | 2  | 4  | -2 |
| 3.  | B   | Australia | 3  | 3 | 1 | 0 | 2 | 7  | 10 | -3 |

### Fase a eliminazione diretta

#### Tabellone
|  | Quarti di finale | Quarti di finale  | Quarti di finale |             |                   | Semifinali        | Semifinali | Semifinali |        |                           | Finale                    | Finale                    | Finale |  |
|  |                  |                   |                  |             |                   |                   |            |            |        |                           |                           |                           |        |  |
|  | 1A               | Francia           | 0                |             |                   |                   |            |            |        |                           |                           |                           |        |  |
|  | 1A               | Francia           | 0                |             |                   |                   |            |            |        |                           |                           |                           |        |  |
|  | 3C               | Brasile           | 1                |             |                   |                   |            |            |        |                           |                           |                           |        |  |
|  | 3C               | Brasile           | 1                |             | Brasile           | Brasile           | 4          |            |        |                           |                           |                           |        |  |
|  |                  |                   |                  |             | Brasile           | Brasile           | 4          |            |        |                           |                           |                           |        |  |
|  |                  |                   | Spagna           | Spagna      | 2                 |                   |            |            |        |                           |                           |                           |        |  |
|  | 1C               | Spagna (dtr)      | Spagna           | Spagna      | 2                 | 2 (4)             |            |            |        |                           |                           |                           |        |  |
|  | 1C               | Spagna (dtr)      |                  |             |                   |                   |            |            |        |                           |                           |                           |        |  |
|  | 3A               | Colombia          | 2 (2)            |             |                   |                   |            |            |        |                           |                           |                           |        |  |
|  | 3A               | Colombia          | 2 (2)            |             | Brasile           | Brasile           | 0          |            |        |                           |                           |                           |        |  |
|  |                  |                   |                  |             |                   |                   |            |            |        |                           |                           |                           |        |  |
|  |                  |                   | Stati Uniti      | Stati Uniti | 1                 |                   |            |            |        |                           |                           |                           |        |  |
|  | 1B               | Stati Uniti (dts) | Stati Uniti      | Stati Uniti | 1                 | 1                 |            |            |        |                           |                           |                           |        |  |
|  | 1B               | Stati Uniti (dts) |                  |             |                   | 1                 |            |            |        |                           |                           |                           |        |  |
|  | 2C               | Giappone          | 0                |             |                   |                   |            |            |        |                           |                           |                           |        |  |
|  | 2C               | Giappone          | 0                |             | Stati Uniti (dts) | Stati Uniti (dts) | 1          |            |        | Finale per il terzo posto | Finale per il terzo posto | Finale per il terzo posto |        |  |
|  |                  |                   |                  |             | Stati Uniti (dts) | Stati Uniti (dts) | 1          |            |        |                           |                           |                           |        |  |
|  |                  |                   | Germania         | Germania    | 0                 |                   |            |            |        |                           |                           |                           |        |  |
|  | 2A               | Canada            | Germania         | Germania    | 0                 | 0 (2)             |            |            | Spagna | Spagna                    | 0                         |                           |        |  |
|  | 2A               | Canada            |                  |             |                   |                   |            |            | Spagna | Spagna                    | 0                         |                           |        |  |
|  | 2B               | Germania (dtr)    | 0 (4)            |             |                   | Germania          | Germania   | 1          |        |                           |                           |                           |        |  |

#### Quarti di finale
| Arbitro: | Tess Olofsson |

|               |           |  |
| Rodman 105+2’ | Marcatori |  |

| Arbitro: | Katia García |

|                                      |                      |                               |
| Hermoso 79’ Paredes 90+7’            | Marcatori            | 12’ Ramírez 52’ Santos        |
| Caldentey Navarro Paralluelo Bonmatí | Tiri di rigore 4 – 2 | Usme Vanegas Salazar Carabalí |

| Arbitro: | Edina Alves Batista |

|                            |                      |                                  |
| Quinn Lawrence Leon Beckie | Tiri di rigore 2 – 4 | Gwinn Minge Lohmann Rauch Berger |

| Arbitro: | Tori Penso |

|  |           |               |
|  | Marcatori | 82’ Gabrielle |

#### Semifinali
| Arbitro: | Bouchra Karboubi |

|           |           |  |
| Smith 95’ | Marcatori |  |

| Arbitro: | Rebecca Welch |

|                                                             |           |                        |
| Paredes 6’ (aut.) Gabrielle 45+4’ Adriana 71’ Kerolin 90+1’ | Marcatori | 85’, 90+12’ Paralluelo |

#### Finale per il terzo posto
| Arbitro: | Katia García |

|  |           |                  |
|  | Marcatori | 65’ (rig.) Gwinn |

#### Finale
| Arbitro: | Tess Olofsson |

|  |           |             |
|  | Marcatori | 57’ Swanson |

## Classifica finale
| Pos. | Squadra       |
| ---- | ------------- |
|      | Stati Uniti   |
|      | Brasile       |
|      | Germania      |
| 4    | Spagna        |
| 5    | Giappone      |
| 6    | Francia       |
| 7    | Canada        |
| 8    | Colombia      |
| 9    | Australia     |
| 10   | Nuova Zelanda |
| 11   | Nigeria       |
| 12   | Zambia        |

## Statistiche

### Classifica marcatrici
5 reti
- Marie-Antoinette Katoto

4 reti
- Mallory Swanson
- Barbara Banda

3 reti
- Lea Schüller
- Trinity Rodman
- Sophia Smith

2 reti
- Stephanie Catley (1 rig.)
- Alanna Kennedy
- Gabrielle
- Vanessa Gilles
- Giulia Gwinn
- Leicy Santos
- Salma Paralluelo
- Alexia Putellas
- Racheal Kundananji

1 rete
- Michelle Heyman
- Hayley Raso
- Adriana
- Gabi Nunes
- Jheniffer
- Kerolin
- Jessie Fleming
- Cloé Lacasse
- Evelyne Viens
- Manuela Paví
- Mayra Ramírez
- Marcela Restrepo
- Catalina Usme (1 rig.)
- Kenza Dali
- Jule Brand
- Klara Bühl
- Marina Hegering
- Elisa Senß
- Aoba Fujino
- Maika Hamano
- Hikaru Kitagawa
- Saki Kumagai (1 rig.)
- Mina Tanaka
- Momoko Tanikawa
- Jennifer Echegini
- Mackenzie Barry
- Kate Taylor
- Aitana Bonmatí
- Mariona Caldentey
- Athenea del Castillo
- Jennifer Hermoso
- Irene Paredes
- Korbin Albert
- Lynn Williams

1 autorete
- Irene Paredes (a favore del Brasile)
- Ngambo Musole (a favore dell'Australia)